# Kouto
Kouto är en underprefektur i Elfenbenskusten. Den ligger i departementet med samma namn, i den norra delen av landet, 400 km norr om huvudstaden Yamoussoukro.